# Gresin
Gresin es una comuna francesa situada en el departamento de Saboya, en la región Auvernia-Ródano-Alpes.

## Historia
Villa del Ducado de Saboya, en sus inmediaciones se encontraba un puente utilizado por las tropas españolas para acceder al Franco Condado. El 27 de noviembre de 1792 sería anexada por Francia.

## Demografía
| 285 | 235 | 184 | 201 | 235 | 263 | 338 | 387 |
| Para los censos de 1962 a 1999 la población legal corresponde a la población sin duplicidades (Fuente: INSEE [Consultar]) |     |     |     |     |     |     |     |